# Comuna Svîdoveț, Bobrovîțea
Svîdoveț (în ucraineană Свидовець) este o comună în raionul Bobrovîțea, regiunea Cernihiv, Ucraina, formată din satele Buhlakî, Svîdoveț (reședința) și Tatarivka.

## Demografie
Componența lingvistică a comunei Svîdoveț
     Ucraineană (97,95%)
     Rusă (2,05%)
Conform recensământului din 2001, majoritatea populației comunei Svîdoveț era vorbitoare de ucraineană (97,95%), existând în minoritate și vorbitori de rusă (2,05%).